# Patchlab Digital Art Festival Kraków
Patchlab Digital Art Festival Kraków – coroczny festiwal sztuki cyfrowej odbywający się przeważnie w październiku w Krakowie od 2012 roku. Wydarzenie jest poświęcone twórczości, która powstaje w oparciu o najnowsze technologie i kreatywne programowanie. Podczas festiwalu prezentowane są wystawy, performansy, koncerty audiowizualne i projekcje filmowe. Organizowane są także warsztaty z artystami i specjalistami od technologii oraz spotkania i dyskusje.

## Organizacja festiwalu
Wydarzenie jest organizowane przez Fundację Photon. Jest to fundacja, która została powołana w celu wspierania działań w zakresie współczesnej kultury i sztuki cyfrowej. Swoją siedzibę ma w Krakowie. Zajmuje się organizowaniem  pokazów, wystaw, programów rezydencji artystycznych i wspiera międzynarodową współpracę artystyczną.

## Edycje

### Festiwal Sztuki Cyfrowej Patchlab 2012
W dniach 9-10 listopada odbyła się 1. edycja festiwalu pod nazwą patch: audio_visual_lab 2012. W tej edycji wzięło udział 20 artystów z USA, Niemiec, Holandii, Francji, Włoch, Węgier i Polski. Artyści prezentowali eksperymentalne formy filmowe, perfomansy, live-acty oraz dzieła interaktywne i audiowizualne.

### Festiwal Sztuki Cyfrowej Patchlab 2013
Edycja 2. festiwalu odbyła się pod nazwą patch: audio_visual_lab 2013. W tej edycji wzięło udział 26 artystów z USA, Niemiec, Holandii, Włoch, Meksyku, Szwecji, Węgier i Polski. W ramach wydarzenia zorganizowano w klubokawiarni Forum przestrzenie noc audiowizualną, podczas której odbyła się seria performansów audiowizualnych. Muzyka elektroniczna i wizualizacje tworzone były na żywo przez międzynarodowy skład artystów.

### Festiwal Sztuki Cyfrowej Patchlab 2014
Wydarzenie trwało od 7-12 października. W ramach tej edycji festiwalu zostały m.in. zorganizowane warsztaty, na których medialnych artyści i wykładowcy przybliżyli uczestnikom możliwości, jakie dają narzędzia multimedialne. W wydarzeniu brali udział artyści m.in. z Polski, Czech, Włoch, UK, Meksyku, Węgier i Francji.

### Festiwal Sztuki Cyfrowej Patchlab 2015
W centrum zainteresowania twórców tej edycji była analiza danych, inteligentna elektronika, współistnienie przestrzeni elektronicznej i fizycznej w działaniach performatywnych. Wydarzenie miało miejsce od  6-11 października 2015 roku. 

### Festiwal Sztuki Cyfrowej Patchlab 2016
Edycja 5. odbyła się w październiku w dniach 11-16. Twórcy skupili się na relacji człowiek-maszyna, szczególnie tej istniejącej w nowej przestrzeni wirtualnej rzeczywistości (VR), a także zagadnieniu prywatności i bezpieczeństwa w sieci.

### Festiwal Sztuki Cyfrowej Patchlab 2017
W 6. edycji festiwalu brało udział 34 artystów z Polski, Europy oraz Azji. Motywem przewodnim była sztuka danych i sztuczna inteligencja. Wydarzenie odbyło się w październiku w dniach 24-29.

### Festiwal Sztuki Cyfrowej Patchlab 2018
W 2018 roku festiwal odbywał się od 23-28 października. Przewodnim motywem 7. edycji były artboty. Artyści skupili się na  pokazaniu świata, który jest dominowany przez inteligentne algorytmy, a także podjęli próbę obcowania z kreatywną sztuczną inteligencją. W wydarzeniu wzięło udział 43 artystów z całego świata. 

### Festiwal Sztuki Cyfrowej Patchlab 2019
Wydarzenie miało miejsce między 24-27 października. Motyw przewodni tej edycji brzmiał: REALITIES. Twórcy starali się odpowiedzieć m.in. na pytania czym są dla nas równoległe przestrzenie, jak bardzo cyfrowe narracje opierają się na rzeczywistości, a na ile są kreacjami naszych marzeń, a także czy cyfrowe przestrzenie izolują nas od świata fizycznego czy raczej poszerzają percepcję i funkcjonowanie w naszej rzeczywistości.

### Festiwal Sztuki Cyfrowej Patchlab 2020
Kolejna edycja odbyła się w dniach 23-25 października. W ramach tego wydarzenia powstało wiele projektów artystycznych, prowadzono warsztaty, odbywały się panele dyskusyjne itd. Edycja odbyła się hybrydowo. Wydarzenia były dostępne online w czasie rzeczywistym.